# 史貝霖

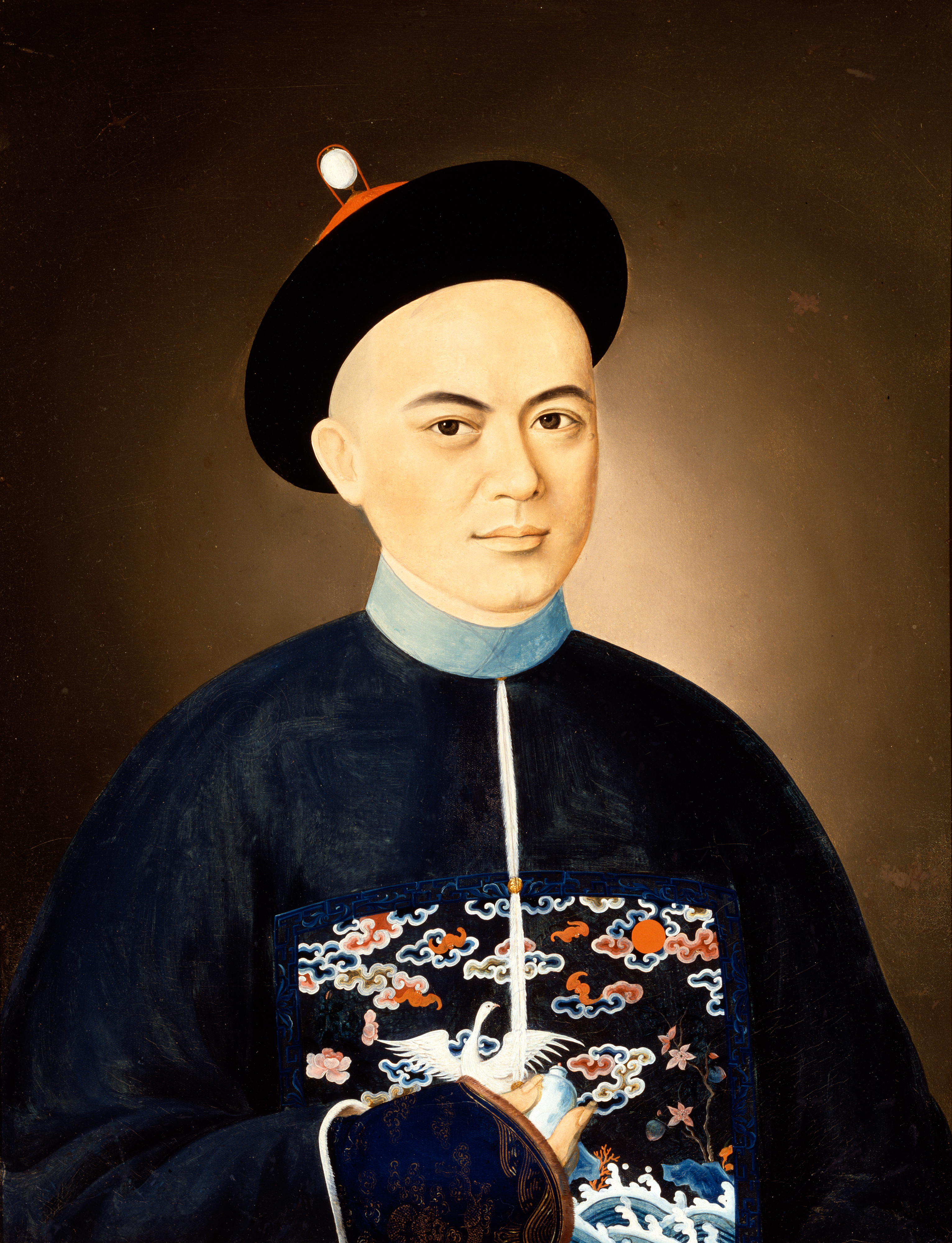
行商義盛之肖像(史貝霖繪)

史貝霖 （英語：Spoilum；有人認為其為關作霖）是1785年至1810年（時值舊中國貿易期間）活躍於廣州的一位中國藝術家，亦為廣州最早的本土油畫家。
史貝霖以布面油畫取代中式風格的紙本或絲綢的水墨畫，描繪西方商人和船長的肖像。他為在廣州經營絲綢的行商「義盛」（Eshing）東主（李致祥）和潘振承創作了肖像畫。史貝霖描繪西方商人肖像通常需要坐上兩三個小時，每次收費10美元。他還掌握了歐洲畫派的反向玻璃繪畫技術。
作爲油畫世家的一員，史貝霖的孫子琳呱與庭呱也是兩名出色畫家，均爲英倫繪畫大師錢納利在旅居華南期間所收的弟子。但他們的生平鮮為人知，而琳呱據說曾在西方四處遊歷。

## 延伸閱讀
- Perdue, Peter C. . MIT Visualizing Cultures. Massachusetts Institute of Technology.   [3 May 2014]. （原始内容存档于2016-07-11）.
- .   [3 May 2014]. （原始内容存档于2014-05-04）.
- Huang, Michelle. . Cambridge Scholars Publishing. 2014: 33–34.